# Spiracme vachoni
Spiracme vachoni is een spinnensoort uit de familie van de krabspinnen (Thomisidae).
De wetenschappelijke naam van de soort werd in 1963 als Xysticus vachoni gepubliceerd door Ehrenfried Schenkel-Haas.